# Pedro VII do Congo
Pedro VII (1880-1910) foi o manicongo (rei) do Reino do Congo entre 1901 e 1910, sendo vassalo de Portugal dentro da África Ocidental Portuguesa.

## Biografia
Com a morte de Henrique IV em 23 de abril de 1901, a administração colonial não conseguiu obter um acordo entre os candidatos ao trono; Álvaro Tangi de Água Rosada, filho de Pedro VI e Garcia Quiquembo, irmão de Álvaro XIV. Ao final da disputa, Pedro Umbemba Vuzi Anginga, conde de Tuco é eleito rei e é coroado em 8 de maio de 1901. Pedro VIII reinou até 1910. 

Sob a influência do residente português Faria Leal, o sobrinho do falecido rei Manuel Comba é nomeado rei em substituição de Pedro Lelo. Um terceiro candidato ainda surge, Manuel Martins Quidito. 